# ГЕС Ошкан/Беркман
ГЕС Ошкан/Беркман  (тур. Oşkan/Berkman Barajı) – гідрокомплекс на південному сході Туреччини. Знаходячись після ГЕС Асланташ, становить нижній ступінь каскаду на річці Джейхан, яка біля однойменного міста впадає до Середземного моря.
Комплекс складається із двох споруджених за єдиним проектом гідроелектростанцій, машинні зали яких облаштовані біля двох гребель – верхньої Ошкан та нижньої Berkman. Кожна із них має бетонну ділянку з чотирма водопропускними шлюзами та водозабором ГЕС і доповнюючу її насипну споруду, яка перекриває центральну та правобережну частини русла.
Зал кожної греблі обладнаний трьома турбінами типу Каплан, які сукупно видають 61,7 МВт (при цьому понад 60% потужності припадає на Беркман). Комплекс використовує падіння на 21 метр та забезпечує виробництво 249 млн кВт-год електроенергії на рік.
Видача продукції відбувається по ЛЕП, розрахованій на роботу під напругою 154 кВ.